# Izba Federacji
Izba Federacji (amh. የፌዴሬሽን ምክር ቤት) – izba wyższa parlamentu Etiopii, złożona ze 112 członków wybieranych na pięcioletnią kadencję. O obsadzie miejsc w izbie decydują władze dziewięciu etiopskich regionów (stanów). Legislatury stanowe mogą samodzielnie dokonać wyboru członków Izby albo zdecydować o przeprowadzeniu wyborów bezpośrednich. Art. 61 konstytucji Etiopii przewiduje, iż każda żyjąca w kraju grupa etniczna powinna mieć w Izbie co najmniej jednego reprezentanta. Grupom liczącym więcej niż milion obywateli przysługuje jeszcze jedno dodatkowe miejsce na każdy milion członków.
W regionach, gdzie przeprowadza się wybory bezpośrednie do Izby, mogą w nich brać udział obywatele etiopscy posiadający pełnię praw publicznych, w wieku co najmniej 18 lat, zamieszkujący na terenie danego okręgu wyborczego przez przynajmniej 2 lata przed wyborami. Bierne prawo wyborcze przysługuje w całym kraju osobom w wieku co najmniej 21 lat, umiejącym czytać i pisać, zamieszkującym w swoim okręgu od co najmniej 5 lat.